# Doina Micșunica Drețcanu
Doina Micșunica Drețcanu (n. 29 decembrie 1957, orașul Săveni, județul Botoșani) este un politician român, membru al Parlamentului României în legislațiile 2000-2004 și 2004 - 2008 în cadrul grupului parlamentar PSD. În legislatura 2000-2004, Doina Micșunica Drețcanu a fost membru în grupurile parlamentare de prietenie cu Mongolia, India și Republica Slovacă iar în legislatura 2004-2008 a fost membru în grupurile parlamentare de prietenie cu Islanda și Republica Franceză-Adunarea Națională. 